# 月をぬすんだ双子
月をぬすんだ双子（ポーランド語: O dwóch takich, co ukradli księżyc ）は、1962年のポーランド映画。原作はコルネル・マクシンスキによって1928年に発表された童話。後にポーランドの指導者となったレフとヤロスワフのカチンスキ兄弟が主演。
この映画は、ポーランドでは知らない人間はいないほどの人気作品であるが、21世紀に入ってカチンスキ兄弟がポーランドの政治家として頭角を現してくると、この作品もさらに有名となっていった。弟のレフ・カチンスキは2005年にポーランド共和国大統領に就任し、2010年の航空機事故で他界した。双子の兄ヤロスワフ・カチンスキは1990年から1991年にかけてポーランド共和国大統領府長官を務めたのち、2006年から2007年にかけてはポーランド共和国首相を務め、現在は与党「法と正義」の党首。二人はこの映画の出演時13歳であった。

## あらすじ
ヤツェックとプラツェックはやんちゃで怠けものの双子。ただ一つ興味があることは、食べること。学校のチョークでもスポンジでもなんでも食べてしまうのだった。ある日二人は月 を盗むことを思いつく。月は金でできていたのだ。
「月を盗んだら、ぼくらはもう働かなくて済むんだよ。」
「だけど、ぼくたちはじめから働いてなんかいないよね…？」
「どっちにしても、ぼくたちはずっとまったく働かなくていいことになるのさ！」
はらはらするような体験をいくつかしたのち、ヤツェックとプラツェックは月を盗むことに成功する。それを見ていた強盗の一団がこの双子を捕まえる。双子は強盗たちから逃げることに成功し、こんどは「金の街」へ侵入して金を盗むことを計画する。計画はうまく行ったが、強盗たちが金を取ろうとすると、彼らは瞬時に金に変わってしまう。それを見た双子は一目散に逃げて家に戻り、両親に約束する－まじめな農夫になって一生懸命働く、と。

## 出演者
- レフ・カチンスキ - ヤツェック
- ヤロスワフ・カチンスキ - プラツェック
- ルドヴィク・ベノワ - ヴォイチェフ（双子の父親）
- ヘレナ・グロッスフナ - 双子の母親
- ヤヌシュ・ストラホツキ - ザピェツェック村の村長
- タデウシュ・ヴシニャク - ザピェツェック村の学校の教師
- ヤヌシュ・クウォシンスキ - モルタデッラ
- ヴァツワフ・コヴァルスキ
- ヘンリク・モトジェフスキ - ザピェツェック村の服屋
- ブロニスワフ・ダルスキ - バルナバ
- スタニスワフ・ティルチンスキ
- ヤヌシュ・ジェイェフスキ
- ヴウォジミェシュ・スコチラス
- タデウシュ・シュミット
- リシャルト・ロンチェフスキ - ロズポーレック（強盗団の一人）

## 参照
1. ↑  Twins who stole the Moon are poised to run away with Poland - Telegraph